# Xanthia erythrago
Xanthia erythrago là một loài bướm đêm trong họ Noctuidae.